# Città del Sudan del Sud

Mappa del Sudan del Sud

Lista di città del Sudan del Sud.

## Lista
- Abyei (contesa)
- Akobo
- Aweil
- Bentiu
- Bor
- Daga Post
- Juba
- Gogrial
- Kajo Keji
- Kapoeta
- Kaya
- Kuajok
- Malakal
- Malualkon
- Magwi
- Maridi
- Nimule
- Pibor
- Raga
- Renk
- Rumbek
- Tonj
- Torit
- Tumbura
- Warrap
- Yambio
- Yei
- Yirol